# Distretto di Waikato
Il distretto di Waikato è un'autorità territoriale della Nuova Zelanda che si trova entro i confini della regione omonima, nell'isola del Nord. La sede del Consiglio distrettuale è situata nella città di Ngaruawahia.
Il Distretto si sviluppa geograficamente a nord e a ovest della città di Hamilton, fino ad incontrare nella sua parte più occidentale il Mar di Tasman. La parte più settentrionale del Distretto contiene la pianura alluvionale del fiume Waikato, oltre a numerosi laghi (il maggiore dei quali è il lago Waikare).
L'economia del Distretto si basa principalmente sull'agricoltura, sull'industria legata al legname e alla vinificazione. Qui si trova anche una miniera di carbone.
Le maggiori città del Distretto sono Huntly (6 800 abitanti), Ngaruawahia (5.100 abitanti), Raglan (2.600 abitanti) e Te Kauwhata (1.300 abitanti).